# Sandra Purperhart
Sandra Purperhart (Coronie, circa 1960/1961) is een Surinaams theatermaker en welzijnswerker. Ze is vooral bekend vanwege haar vele musicalopvoeringen.

## Biografie

### Jeugd en muziek
Sandra Purperhart werd rond 1960/1961 in Coronie geboren. Thuis werd er vaak gezongen en met zelfgemaakte instrumenten muziek gemaakt. Ze is een uit zeven kinderen en daarnaast namen haar ouders geregeld andere tieners in huis, waaruit ze leerde om hulpvaardig te zijn en samen te delen. Samen organiseerden de kinderen songfestivals, waarin ze prijzen uitdeelden als chocola, een ijsje of ander snoepgoed. Omdat zij altijd won, werd ze uiteindelijk door haar broertjes en zusjes uitgeroepen tot jurylid, zodat de anderen ook een kans hadden om te winnen.
Ze zat bij Avanti op volleybal en ook bij de cheerleadersgroep In my House, met wie ze ook dans en toneel opvoerde en in 1986 voor een negendaagse educatieve vakantie naar Miami ging. Ze volgde de Handelsschool (later Lyceum 2 genaamd) en werkte vervolgens dertien jaar voor deze school als directiesecretaresse.
Op haar negentiende werd ze zangeres van de band Self Control die door haar broer Ronny was opgericht. Ze werkte veel samen met Henk Mac Donald en Joey van Riessen en ging met hen voor optredens naar Frans-Guyana, Brazilië (Belém) en de Verenigde Staten (Miami). In 1990 zong ze het lied Tru lobi in de finale van SuriPop, dat was geschreven door Lloyd Goedhart. Tijdens een andere editie zong ze Srananman in een duet met Van Riessen.

### Theater en musicals
Vanaf 1994 was ze vijf jaar lang in de Verenigde Staten waar ze zich schoolde in theaterkunst. In 2001 richtte ze in Suriname In de vakantie op, een stichting waarmee ze kinderen vaardigheden bijbrengt in sport, spel en theater. In Suriname is de stichting vooral bekend vanwege de opvoeringen van veel musicals die ze zelf produceert en (her)schrijft. Hiervoor werkt ze veel met boeken van Surinaamse schrijvers. In 2003 regisseerde ze in opdracht van Cynthia McLeod de musical Het grote regenwoud. Dit was haar eerste grote opdracht. Hierna werd ze vaker benaderd en was ze ook actief voor Soeng Ngie-televisieshows met dans, zang en muziek.
Ze maakt musicals met kinderen in het gehele land en daarnaast ook met bepaalde groepen zoals kinderen van Huize Tyltyl met een handicap en van het Blindencentrum. Bij het Kinderboekenfestival produceert ze bij elke editie een musical, die bij de opening en de afsluiting wordt opgevoerd. Bij een opvoering in Pokigron leerde ze kinderen met veel zangtalent kennen, die ze meermaals voor optredens naar Paramaribo haalde. In 2016 werd ze naar Aruba uitgenodigd om op negen scholen workshops te geven over Hoe breng je een boek tot leven, nadat je het gelezen hebt.
Ze woont in de woonwijk Abrabroki in Paramaribo en na schooltijd komen kinderen naar haar toe om brood te halen, omdat hun ouders te weinig inkomen voor eten hebben. Met steun van haar familie en donateurs zorgde ze in 2005 voor de oprichting van een bibliotheek in haar woonwijk. Terwijl het doel is dat kinderen meer lezen, zijn er ook talenten ontdekt en benut. De bibliotheek is daarnaast een centrum van waaruit activiteiten worden georganiseerd, zoals kerstvieringen, voetbal en straattheater.